# 纳拉纳普拉姆
纳拉纳普拉姆（Naranapuram），是印度泰米尔纳德邦維魯杜納加爾縣的一个城镇。总人口9,342（2001年）。

## 人口
该地2001年总人口9342人，其中男性4605人，女性4737人；0—6岁人口1207人，其中男630人，女577人；识字率63.46%，其中男性为72.62%，女性为54.55%。